# Épreuve par équipes du combiné nordique aux Jeux olympiques de 2010
Pour des articles plus généraux, voir Combiné nordique aux Jeux olympiques de 2010 et Jeux olympiques d'hiver de 2010.
Navigation
Turin 2006 Sotchi 2014
L'épreuve par équipes de combiné nordique aux Jeux olympiques de 2010 a lieu le 23 février 2010 au parc olympique de Whistler. Les Autrichiens remportent l'épreuve devant les Américains et les Allemands.

### Site

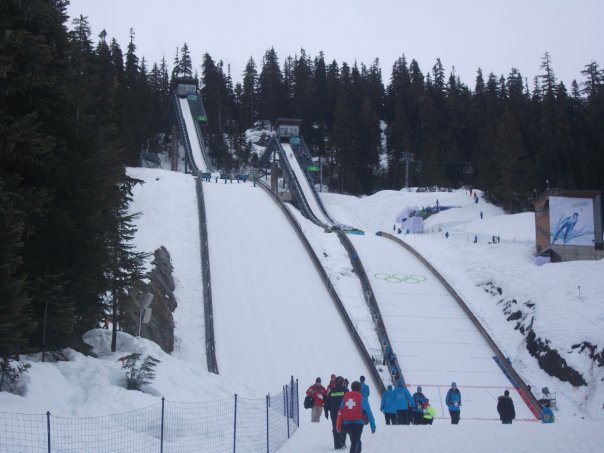
Les tremplins du parc olympique de Whistler.

## Organisation

### Calendrier
La partie du saut à ski commence à 19 h 30 (à l'heure française — 10 h 30 à l'heure locale). La course de ski de fond commence à 23h (à l'heure française — quatorze heures à l'heure locale).
| Date            | Épreuve     | Horaire         | Horaire      |
| Date            | Épreuve     | Heure française | Heure locale |
| --------------- | ----------- | --------------- | ------------ |
| 23 février 2010 | Saut à ski  | 19 min 30 s     | 10 min 30 s  |
| 23 février 2010 | Ski de fond | 23 min 00 s     | 14 min 00 s  |

### Format
D'abord, chaque athlète fait un saut sur le grand tremplin d'une taille de 140 mètres. Ensuite, les différences entre les sommes des points de chaque équipe sont converties en secondes selon le tableau de Gundersen. Les nations partent selon le classement du saut dans la course de ski de fond, qui est un relais 4 × 5 kilomètres, et l'arrivée de cette course détermine le classement final.

## Podium
| Épreuve                         | Or                             | Or            | Argent                         | Argent        | Bronze                             | Bronze        |
| ------------------------------- | ------------------------------ | ------------- | ------------------------------ | ------------- | ---------------------------------- | ------------- |
| Par équipes résultats détaillés | Autriche (AUT) - Mario Stecher | 49 min 31 s 6 | États-Unis (USA) - Bill Demong | 49 min 36 s 8 | Allemagne (GER) - Björn Kircheisen | 49 min 51 s 1 |

## Résultats
Le tableau ci-dessous montre les résultats de la compétition avec le nom des participants, leur pays, leur classement, les temps dans l'épreuve de fond, la longueur de leurs sauts et les points qu'ils ont remporté dans les deux épreuves,.
| Rang                                | Pays                                                                          | Longueur (m)            | Points                        | Retard au départ | Temps                                                                 | Rang du ski de fond | Retard final  |
| ----------------------------------- | ----------------------------------------------------------------------------- | ----------------------- | ----------------------------- | ---------------- | --------------------------------------------------------------------- | ------------------- | ------------- |
| Médaille d'or, Jeux olympiques      | Autriche Bernhard Gruber David Kreiner Felix Gottwald Mario Stecher           | 136,0 126,5 125,0 130,5 | 479,9 131,0 114,7 112,5 121,7 | 0 min 36 s       | 48 min 55 s 6 11 min 57 s 7 11 min 49 s 0 12 min 04 s 3 13 min 04 s 6 | 1                   | —             |
| Médaille d'argent, Jeux olympiques  | États-Unis Brett Camerota Todd Lodwick Johnny Spillane Bill Demong            | 133,5 136,5 134,0 131,5 | 505,8 122,3 132,2 127,5 123,8 | 0 min 02 s       | 49 min 34 s 8 12 min 28 s 0 11 min 52 s 3 12 min 18 s 8 12 min 55 s 7 | 4                   | +5 s 2        |
| Médaille de bronze, Jeux olympiques | Allemagne Johannes Rydzek Tino Edelmann Eric Frenzel Björn Kircheisen         | 129,0 123,0 129,5 132,0 | 473,3 119,0 109,0 120,8 124,5 | 0 min 45 s       | 49 min 06 s 1 11 min 56 s 2 11 min 58 s 0 12 min 13 s 6 12 min 58 s 3 | 2                   | +19 s 5       |
| 4                                   | France Maxime Laheurte François Braud Sébastien Lacroix Jason Lamy-Chappuis   | 128,5 123,5 135,0       | 474,7 117,7 110,3 129,0       | 0 min 43 s       | 49 min 28 s 4 11 min 53 s 3 12 min 02 s 3 12 min 34 s 7 12 min 58 s 1 | 3                   | +39 s 8       |
| 5                                   | Norvège Jan Schmid Espen Rian Petter Tande Magnus Moan                        | 121,5 128,0 131,5 131,5 | 468,4 105,8 117,0 122,8 122,8 | 0 min 51 s       | 49 min 34 s 9 11 min 51 s 4 12 min 13 s 5 12 min 32 s 9 12 min 57 s 1 | 5                   | +54 s 3       |
| 6                                   | Japon Taihei Katō Daito Takahashi Akito Watabe Norihito Kobayashi             | 132,5 136,5 125,0 124,0 | 475,9 121,7 132,2 112,0 110,0 | 0 min 41 s       | 50 min 04 s 8 12 min 01 s 8 12 min 07 s 3 12 min 38 s 3 13 min 17 s 4 | 6                   | +1 min 14 s 2 |
| 7                                   | Finlande Janne Ryynänen Jaakko Tallus Anssi Koivuranta Hannu Manninen         | 138,5 129,5 136,0 130,0 | 507,0 134,2 120,3 132,0 120,5 | 0 min 00 s       | 51 min 53 s 1 12 min 32 s 6 12 min 46 s 8 13 min 12 s 9 13 min 20 s 8 | 8                   | +2 min 21 s 5 |
| 8                                   | République tchèque Aleš Vodseďálek Miroslav Dvořák Tomáš Slavík Pavel Churavý | 123,0 124,0 125,5 132,0 | 457,3 109,0 110,5 113,3 124,5 | 1 min 06 s       | 51 min 44 s 2 12 min 51 s 5 12 min 10 s 8 13 min 08 s 1 13 min 33 s 8 | 7                   | +3 min 18 s 6 |
| 9                                   | Suisse Seppi Hurschler Tim Hug Tommy Schmid Ronny Heer                        | 121,0 123,5 131,5 117,0 | 436,6 105,0 110,3 122,8 98,5  | 1 min 34 s       | 52 min 15 s 8 12 min 02 s 2 12 min 31 s 7 13 min 38 s 8 14 min 03 s 1 | 10                  | +4 min 18 s 2 |
| 10                                  | Italie Alessandro Pittin Giuseppe Michielli Lukas Runggaldier Armin Bauer     | 122,5 114,0 112,5 126,5 | 402,6 107,2 92,0 89,7 113,7   | 2 min 19 s       | 51 min 55 s 5 12 min 07 s 8 12 min 20 s 2 13 min 27 s 5 14 min 00 s 0 | 9                   | +4 min 42 s 9 |